# Хајнрих Данкелман
Хајнрих Данкелман (1889 — Београд, 20. децембар 1947) је био генерал Луфтвафеа, војни заповедник окупиране Србије од јула до октобра 1941. године.
Генерал Хајнрих Данкелман је одобрио вешање родољуба на Теразијама 17. августа 1941. године, које је извео његов подређени СС-мајор Карл Краус, шеф београдског Гестапоа. Данкелман је тада напоменуо да „жртве одмазде треба јасно означити као кривце из комунистичких редова, како се не би изазвао општи револт и узбуркала национална осећања становништва“.
Осуђен је на смрт због ратних злочина, у Београду 1947. године.